# Canton de Dunkerque-2
Le canton de Dunkerque-2 est une circonscription électorale française du département du Nord créée par le décret du 17 février 2014. Il tient lieu de circonscription d'élection des conseillers départementaux et entre en vigueur lors des élections départementales de 2015.

## Histoire
Un nouveau découpage territorial du département du Nord entre en vigueur à l'occasion des premières élections départementales suivant le décret du 17 février 2014. Les conseillers départementaux sont, à compter de ces élections, élus au scrutin majoritaire binominal mixte. Les électeurs de chaque canton élisent au Conseil départemental, nouvelle appellation du Conseil général, deux membres de sexe différent, qui se présentent en binôme de candidats. Les conseillers départementaux sont élus pour 6 ans au scrutin binominal majoritaire à deux tours, l'accès au second tour nécessitant 12,5 % des inscrits au 1er tour. En outre la totalité des conseillers départementaux est renouvelée. Ce nouveau mode de scrutin nécessite un redécoupage des cantons dont le nombre est divisé par deux avec arrondi à l'unité impaire supérieure si ce nombre n'est pas entier impair, assorti de conditions de seuils minimaux. Dans le Nord, le nombre de cantons passe ainsi de 79 à 41.
Le canton de Dunkerque-2 hérite de la majorité du territoire de l'ancien canton de Dunkerque-Est ainsi que de la partie septentrionale de l'ancien canton d'Hondschoote. Il est entièrement inclus dans l'arrondissement de Dunkerque. Le bureau centralisateur est situé à Dunkerque.

## Représentation
| Période élective | Période élective | Mandat | Mandat | Identité          | Nuance | Nuance | Qualité |
| ---------------- | ---------------- | ------ | ------ | ----------------- | ------ | ------ | --- |
| 2015             | 2028             | 2015   | 2028   | Martine Arlabosse |        | DVD    | Chef d’entreprise d’une société de communication Maire-adjointe de Malo-les-Bains depuis le 5 avril 2014, Vice-présidente de Dunkerque Grand Littoral depuis le 17 avril 2014 Vice-présidente du Conseil départemental du Nord depuis le 1er juillet 2021.                                                                   |
| 2015             | 2028             | 2015   | 2028   | Paul Christophe   |        | DVD    | Fonctionnaire de catégorie A Député de la Quatorzième circonscription du Nord (Les Constructifs) depuis le 18 juin 2017, Vice-président du Conseil départemental du Nord (2015-2017), Maire de Zuydcoote du 16 mars 2008 au 31 juillet 2017, Président du Syndicat Intercommunal des Dunes de Flandres depuis le 5 mai 2014. |

### Résultats détaillés

#### Élections de mars 2015
À l'issue du 1er tour des élections départementales de 2015, deux binômes sont en ballottage : Martine Arlabosse et Paul Christophe (Union de la Droite, 34,1 %) et Philippe Eymery et Clotilde Libert (FN, 30,52 %). Le taux de participation est de 51,79 % (19 904 votants sur 38 434 inscrits) contre 46,81 % au niveau départemental et 50,17 % au niveau national.
À l'issue du 2e tour des élections départementales de 2015, Martine Arlabosse et Paul Christophe (Union de la Droite, 65,93 %) sont élus face au tandem Philippe Eymery et Clotilde Libert (FN, 34,07 %). Le taux de participation est de 51,68 % (19 865 votants sur 38 434 inscrits).
Paul Christophe est membre d'Agir, la droite constructive.

#### Élections de juin 2021
Le premier tour des élections départementales de 2021 est marqué par un très faible taux de participation (33,26 % au niveau national). Dans le canton de Dunkerque-2, ce taux de participation est de 32,25 % (12 084 votants sur 37 468 inscrits) contre 30,39 % au niveau départemental. À l'issue de ce premier tour, deux binômes sont en ballottage : Martine Arlabosse et Paul Christophe (Union au centre et à droite, 53,07 %) et Laurent Faucon et Lise Leroy (Union à gauche avec des écologistes, 21,55 %).
Le second tour des élections est marqué une nouvelle fois par une abstention massive équivalente au premier tour. Les taux de participation sont de 34,36 % au niveau national, 31,01 % dans le département et 32,83 % dans le canton de Dunkerque-2. Martine Arlabosse et Paul Christophe (Union au centre et à droite) sont élus avec 70,18 % des suffrages exprimés (7 981 voix pour 12 302 votants et 37 473 inscrits),,. 
À l'issue du 2e tour des élections départementales de 2021, Martine Arlabosse et Paul Christophe (Union de la Droite, 69,95 %) sont élus face au tandem  Laurent Faucon et Lise Leroy (Union à gauche avec des écologistes, 30,05 %).

## Composition
Lors du redécoupage de 2014, le canton de Dunkerque-2 regroupait 5 communes entières et une fraction de Dunkerque.
À la suite de la fusion de Ghyvelde avec Les Moëres au 1er janvier 2016, le canton regroupe désormais quatre communes entières et une fraction.
| Nom                               | Code Insee | Intercommunalité | Superficie (km2) | Population (dernière pop. légale)                | Densité (hab./km2) | Modifier                                    |
| --------------------------------- | ---------- | ---------------- | ---------------- | ------------------------------------------------ | ------------------ | ------------------------------------------- |
| Dunkerque (bureau centralisateur) | 59183      | CU de Dunkerque  | 43,89            | Fraction : 34 956 (2022) Commune : 87 013 (2022) | 1 983              | modifier les données · modifier les données |
| Bray-Dunes                        | 59107      | CU de Dunkerque  | 8,57             | 4 284 (2022)                                     | 500                | modifier les données · modifier les données |
| Ghyvelde                          | 59260      | CU de Dunkerque  | 35,92            | 4 126 (2022)                                     | 115                | modifier les données · modifier les données |
| Leffrinckoucke                    | 59340      | CU de Dunkerque  | 7,28             | 4 101 (2022)                                     | 563                | modifier les données · modifier les données |
| Zuydcoote                         | 59668      | CU de Dunkerque  | 2,60             | 1 608 (2022)                                     | 618                | modifier les données · modifier les données |
| Canton de Dunkerque-2             | 5917       |                  |                  | 49 075 (2022)                                    |                    | modifier les données                        |

La partie de la commune de Dunkerque comprise dans le canton est celle située à l'est d'une ligne définie par l'axe des voies et limites suivantes : depuis le littoral, ligne droite dans la continuité de l'avenue de la Libération-Henry-Loorius, digue des Alliés, rue de la Plage, place Paul Asseman, avenue de la Libération-Henry-Loorius, avenue des Bains, rue Godefroi d'Estrades, pont Carnot, rue du 110e régiment d'infanterie, rue des Arbres, rue Jules-Hocquet, rue de l'Est, rue Benjamin Morel, place Calonne, rue Lavoisier, rue du Sud, rue Thiers, avenue Guynemer, rue de l'Ecluse-de-Bergues, rue du Ponceau, rond-point de l'Arrière-Port, rue Belle-Vue, rue du Magasin-Général, route de l'Ile-Jeanty, quai de Mardyck, quai aux Bois, quai de la Concorde, rue du Pont-Royal, quai des Jardins, rue de la Cunette, boulevard Victor-Hugo, pont Gutenberg, jusqu'à la limite territoriale de la commune de Coudekerque-Branche.
Concrètement, se trouvent dans cette fraction :
- Malo-les-Bains.
- Rosendaël.
- Les Glacis.
- Les quartiers de Dunkerque-Centre suivants :
  - Soubise.
  - La Gare.
  - La moitié orientale de Saint-Gilles.

## Démographie
En 2022, le canton comptait 49 075 habitants, en évolution de −2,35 % par rapport à 2016 (Nord : +0,51 %, France hors Mayotte : +2,11 %).
| 2013   | 2018   | 2022   |
| ------ | ------ | ------ |
| 51 603 | 50 077 | 49 075 |